# Leighton (ort i Australien)
Leighton är en ort i Australien. Den ligger i kommunen Goyder och delstaten South Australia, omkring 140 kilometer norr om delstatshuvudstaden Adelaide. Antalet invånare är 133.
Trakten runt Leighton är nära nog obefolkad, med mindre än två invånare per kvadratkilometer.. Närmaste större samhälle är Burra, omkring 17 kilometer öster om Leighton. 
Trakten runt Leighton består till största delen av jordbruksmark. Genomsnittlig årsnederbörd är 513 millimeter. Den regnigaste månaden är maj, med i genomsnitt 78 mm nederbörd, och den torraste är december, med 12 mm nederbörd.